# 닛케이 CNBC
닛케이 CNBC(Nikkei CNBC)는 일본의 경제 및 금융을 전문으로 하는 방송 채널이다. 닛케이 CNBC는 CNBC 아시아와 일본 미디어그룹인 니혼케이자이 신문과 TV 도쿄 홀딩스의 공동 출자로 1999년 10월 1일에 개국하였다. 스카이퍼펙TV에서는 채널 251번으로 송출하고 있다.

## 같이 보기
- CNBC